# The Colony (Texas)
The Colony város az USA Texas államában, Denton megyében. Lakosainak száma 44 534 fő (2020. április 1.).

## Népesség
A település népességének változása:

| 2010 | 36 328 |
| 2020 | 44 534 |